# Saison 3 de Gilmore Girls
Chronologie
Saison 2 Saison 4
Cet article présente le guide des épisodes de la troisième saison de la série télévisée américaine Gilmore Girls.

## Synopsis
Pour Lorelai et Rory Gilmore, cette année est synonyme de changements. Rory s’apprête à passer sa dernière année à Chilton dans l’attente anxieuse des réponses des universités pour lesquelles elle a postulé. Elle aura également deux petits copains, Lorelai reprendra contact avec Max, Lane rencontrera un garçon qu’elle appréciera, Sookie annoncera une heureuse surprise, quelque chose se passera à l’auberge de l’Indépendance… 

## Distribution

### Acteurs principaux
- Lauren Graham (VF : Nathalie Régnier) : Lorelai Gilmore
- Alexis Bledel (VF : Noémie Orphelin) : Rory Gilmore
- Scott Patterson (VF : Patrick Laplace) : Luke Danes
- Kelly Bishop (VF : Régine Blaess) : Emily Gilmore
- Edward Herrmann (VF : Bernard Demory) : Richard Gilmore
- Keiko Agena (VF : Solène Davan-Soulas) : Lane Kim
- Melissa McCarthy (VF : Véronique Volta) : Sookie St. James
- Yanic Truesdale (VF : Yann Le Madic) : Michel Gerard
- Liza Weil (VF : Caroline Pascal) : Paris Geller
- Sean Gunn (VF : Éric Missoffe) : Kirk Gleason
- Jared Padalecki (VF : Benjamin Pascal) : Dean Forester
- David Sutcliffe (VF : Patrice Baudrier) : Christopher Hayden
- Milo Ventimiglia (VF : David Lesser) : Jess Mariano

### Acteurs secondaires
- Adam Brody (VF : Taric Méhani) : Dave Rygalski
- John Cabrera (VF : Yann Piera) : Brian Fuller
- Scott Cohen (VF : Guillaume Lebon) : Max Medina
- Shelly Cole (VF : Sauvane Delanoë) : Madeline Lynn
- Jackson Douglas (VF : Stéphane Ronchewski) : Jackson Belleville
- Emily Kuroda (VF : Yumi Fujimori) : Mrs. Kim
- Todd Lowe (VF : François Creton) : Zach Van Gerbig
- Sherilyn Fenn (VF : Ivana Coppola) : Sascha
- Teal Redmann (VF : Karine Foviau) : Louise Grant
- Grant-Lee Phillips : Grant-Lee Phillips
- Sally Struthers (VF : Yvette Petit) : Babette Dell
- Liz Torres (VF : Monique Thierry) : Miss Patty
- Michael Winters (VF : Michel Tugot-Doris) : Taylor Doose
- Scout Taylor-Compton (VF : Laëtitia Videt) : Clara Forester

## Épisodes

### Épisode 1:L'Été de tous les dangers
- États-Unis : 24 septembre 2002 sur The WB
- Québec : 28 février 2004 sur VRAK
- Belgique : 31 décembre 2004 sur Club RTL
- France : 27 février 2008 sur France 4

- États-Unis : 5,7 millions de téléspectateurs[1] (première diffusion)

### Épisode 2:L'Invitation à dîner de Kirk
- États-Unis : 1er octobre 2002 sur The WB
- Québec : 6 mars 2004 sur VRAK
- Belgique : 3 janvier 2005 sur Club RTL
- France : 28 février 2008 sur France 4

- États-Unis : 5,8 millions de téléspectateurs[1] (première diffusion)

### Épisode 3:Candidature pour Harvard
- États-Unis : 8 octobre 2002 sur The WB
- Québec : 13 mars 2004 sur VRAK
- Belgique : 4 janvier 2005 sur Club RTL
- France : 28 février 2008 sur France 4

- États-Unis : 5,2 millions de téléspectateurs[1] (première diffusion)

### Épisode 4:Rebellion avortée
- États-Unis : 15 octobre 2002 sur The WB
- Québec : 20 mars 2004 sur VRAK
- Belgique : 5 janvier 2005 sur Club RTL
- France : 29 février 2008 sur France 4

- États-Unis : 5,4 millions de téléspectateurs[1] (première diffusion)

### Épisode 5:Après l'enfer, l'oasis
- États-Unis : 22 octobre 2002 sur The WB
- Québec : 27 mars 2004 sur VRAK
- Belgique : 6 janvier 2005 sur Club RTL
- France : 29 février 2008 sur France 4

- États-Unis : 5,5 millions de téléspectateurs[1] (première diffusion)

### Épisode 6:La Voiture de Jess
- États-Unis : 5 novembre 2002 sur The WB
- Québec : 3 avril 2004 sur VRAK
- Belgique : 7 janvier 2005 sur Club RTL
- France : 3 mars 2008 sur France 4

- États-Unis : 5,5 millions de téléspectateurs[1] (première diffusion)

### Épisode 7:On achève bien les Gilmore
- États-Unis : 12 novembre 2002 sur The WB
- Québec : 10 avril 2004 sur VRAK
- Belgique : 10 janvier 2005 sur Club RTL
- France : 3 mars 2008 sur France 4

- États-Unis : 5,7 millions de téléspectateurs[1] (première diffusion)

### Épisode 8:Visite à Yale
- États-Unis : 19 novembre 2002 sur The WB
- Québec : 17 avril 2004 sur VRAK
- Belgique : 11 janvier 2005 sur Club RTL
- France : 4 mars 2008 sur France 4

- États-Unis : 5,7 millions de téléspectateurs[1] (première diffusion)

### Épisode 9:Y'a d'la friture
- États-Unis : 26 novembre 2002 sur The WB
- Québec : 24 avril 2004 sur VRAK
- Belgique : 12 janvier 2005 sur Club RTL
- France : 4 mars 2008 sur France 4

- États-Unis : 5,4 millions de téléspectateurs[1] (première diffusion)

### Épisode 10:La Fête d'Hiver
- États-Unis : 14 janvier 2003 sur The WB
- Québec : 1er mai 2004 sur VRAK
- Belgique : 13 janvier 2005 sur Club RTL
- France : 5 mars 2008 sur France 4

### Épisode 11:Je te jure
- États-Unis : 21 janvier 2003 sur The WB
- Québec : 8 mai 2004 sur VRAK
- Belgique : 4 janvier 2005 sur Club RTL
- France : 5 mars 2008 sur France 4

- États-Unis : 4,8 millions de téléspectateurs[1] (première diffusion)

### Épisode 12:Lorelai mord à l'hameçon
- États-Unis : 28 janvier 2003 sur The WB
- Québec : 15 mai 2004 sur VRAK
- Belgique : 15 janvier 2005 sur Club RTL
- France : 6 mars 2008 sur France 4

- États-Unis : 4,9 millions de téléspectateurs[1] (première diffusion)

### Épisode 13:Mes très chers parents
- États-Unis : 4 février 2003 sur The WB
- Québec : 22 mai 2004 sur VRAK
- Belgique : 18 janvier 2005 sur Club RTL
- France : 6 mars 2008 sur France 4

- États-Unis : 5,3 millions de téléspectateurs[1] (première diffusion)

### Épisode 14:Le Chant du cygne
- États-Unis : 11 février 2003 sur The WB
- Québec : 29 mai 2004 sur VRAK
- Belgique : 19 janvier 2005 sur Club RTL
- France : 7 mars 2008 sur France 4

- États-Unis : 5,1 millions de téléspectateurs[1] (première diffusion)

### Épisode 15:Demi-finale de hockey
- États-Unis : 18 février 2003 sur The WB
- Québec : 5 juin 2004 sur VRAK
- Belgique : 20 janvier 2005 sur Club RTL
- France : 7 mars 2008 sur France 4

- États-Unis : 5,3 millions de téléspectateurs[1] (première diffusion)

### Épisode 16:Le Grand déballage
- États-Unis : 25 février 2003 sur The WB
- Québec : 12 juin 2004 sur VRAK
- Belgique : 21 janvier 2005 sur Club RTL
- France : 10 mars 2008 sur France 4

- États-Unis : 5,7 millions de téléspectateurs[1] (première diffusion)

### Épisode 17:Le Corbeau et l'incendie
- États-Unis : 15 avril 2003 sur The WB
- Québec : 19 juin 2004 sur VRAK
- Belgique : 22 janvier 2005 sur Club RTL
- France : 10 mars 2008 sur France 4

### Épisode 18:Joyeux anniversaire
- États-Unis : 22 avril 2003 sur The WB
- Québec : 26 juin 2004 sur VRAK
- Belgique : 25 janvier 2005 sur Club RTL
- France : 11 mars 2008 sur France 4

- États-Unis : 4,6 millions de téléspectateurs[1] (première diffusion)

### Épisode 19:Ça passe ou ça casse
- États-Unis : 29 avril 2003 sur The WB
- Québec : 3 juillet 2004 sur VRAK
- Belgique : 26 janvier 2005 sur Club RTL
- France : 11 mars 2008 sur France 4

- États-Unis : 5,3 millions de téléspectateurs[1] (première diffusion)

### Épisode 20:Adieu, mon amie
- États-Unis : 6 mai 2003 sur The WB
- Québec : 10 juillet 2004 sur VRAK
- Belgique : 27 janvier 2005 sur Club RTL
- France : 12 mars 2008 sur France 4

- États-Unis : 4,9 millions de téléspectateurs[1] (première diffusion)

### Épisode 21:Père et fils
- États-Unis : 13 mai 2003 sur The WB
- Québec : 17 juillet 2004 sur VRAK
- Belgique : 28 janvier 2005 sur Club RTL
- France : 12 mars 2008 sur France 4

- États-Unis : 5,0 millions de téléspectateurs[1] (première diffusion)

### Épisode 22:Qui tire les ficelles?
- États-Unis : 20 mai 2003 sur The WB
- Québec : 24 juillet 2004 sur VRAK
- Belgique : 31 janvier 2005 sur Club RTL
- France : 13 mars 2008 sur France 4

- États-Unis : 5,5 millions de téléspectateurs[1] (première diffusion)